# Léonin

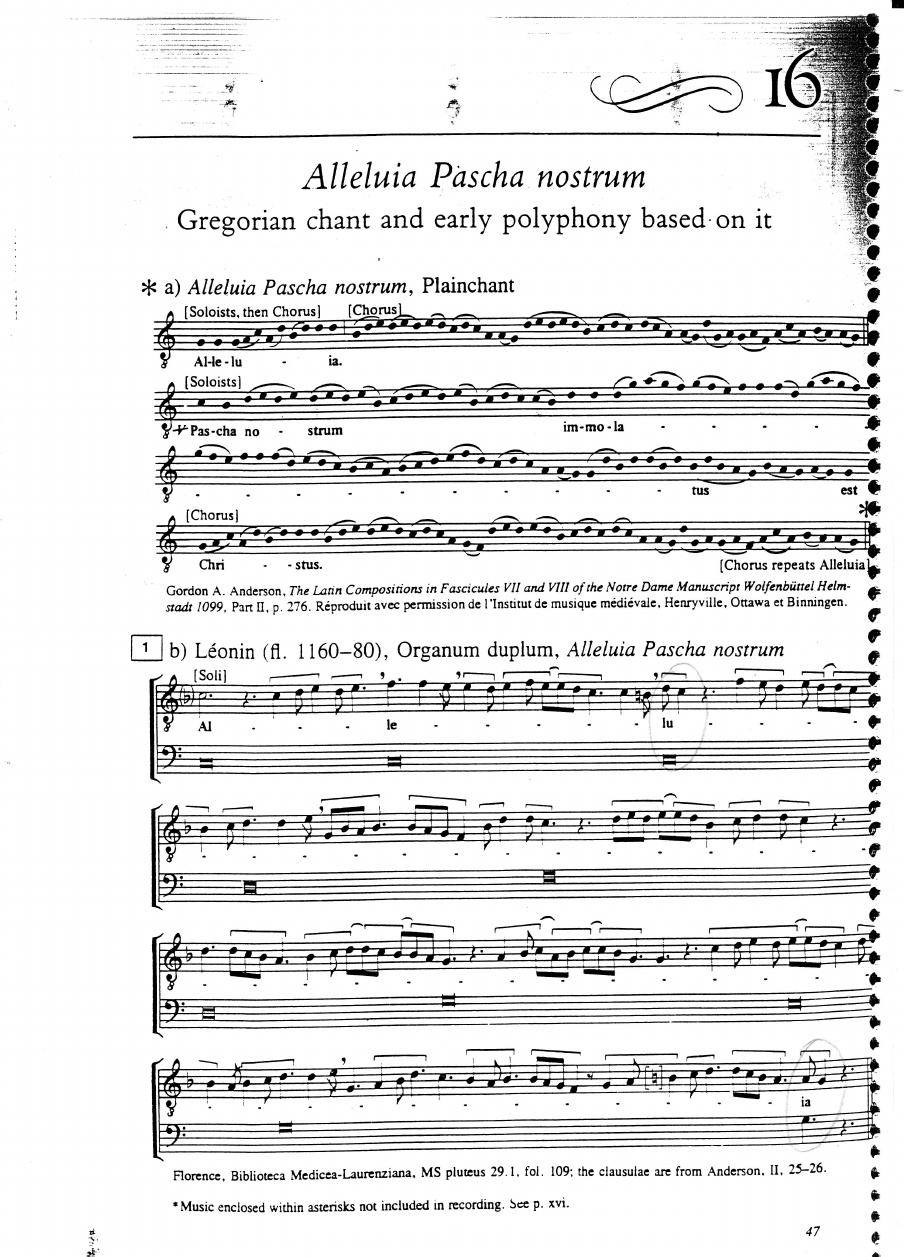
Partitura d'Alleluia

Léonin, també anomenat Leoninus (París, ? - París, catedral de Notre-Dame, 1201), fou un important compositor de polifonia de l'edat mitjana vinculat a l'Escola de Notre-Dame. Allà, va tenir nombroses funcions a partir de 1150, entre elles la de canonge i músic. També fou poeta. Gran part de la informació que tenim avui en dia sobre Léonin és gràcies a un tractat anglès escrit al voltant de l'any 1275, anomenat Anonymous IV . En aquest tractat, l'autor ens presenta dos grans mestres vinculats a l'escola de Notre-Dame, el mateix Léonin i un altre anomenat Pérotin. Segons el Quellen Lexicon, Léonin, fou un dels primers teòrics que diferencià el valor de les notes.

## Biografia
En el segle xii, París s'havia convertit en una ciutat de referència. La ciutat havia crescut i s'havia convertit en un lloc innovador i on es donava impuls a l'activitat intel·lectual. Per això, en aquesta època, comencen a sorgir universitats, com per exemple, la de París.
Dins aquest context trobem la figura de Léonin, el qual va estudiar en aquesta universitat i on va aconseguir probablement el títol de "Mestre d'Arts". Léonin, des de l'any 1150 fins a finals de segle, fou administrador de l'església col·legiata de St. Benoît, que estava situada en el costat esquerre del riu Sena. Allà, va gaudir de gran respecte i reputació durant més d'una dècada, abans del començament de Notre-Dame, al voltant de 1163. Hi ha documents de la catedral datats de l'any 1192 que es refereixen a Léonin com "Magister Leoninus presbyter". Això ens indica que Léonin va ser ordenat sacerdot i que exercia aquesta labor a part de la de compositor. Posteriorment, fou anomenat canonge, on ocupava un càrrec bastant important, ja que estava per sota del títol de canceller de la catedral. El seu títol li permetia ensenyar a alumnes, ja que era considerat "magister artium". Una funció que també tenia era la seva afiliació al monestir agustí de St. Victor. Altres documents, com el del manuscrit Anonymous IV, es refereix a la figura de Léonin com "Magister Leoninus optimus organista" que significa que fou un important compositor d'organums.
La data de la seva mort no està molt aclarida, ja que els documents de la catedral de Notre-Dame i de St. Victor parlen d'ell per darrera vegada l'any 1201, al voltant del 24 de març i 26 de novembre situant la seva data de defunció.

## Magnus Liber Organi
Anonymous IV, atribueix a Léonin l'escriptura d'un llibre anomenat Magnus Liber Organi. Probablement, va ser escrit l'any 1160 i 1180 i posteriorment, revisat i ampliat pel successor de Léonin, anomenat Pérotin. Probablement, no varen ser els únics col·laboradors en el llibre, ja que Anonymous IV esmenta una tercera persona que pogué participar, anomenada Robert de Sabilone. Aquest llibre és considerat el gran llibre de polifonia medieval de l'època, ja que recopila una gran quantitat de peces compostes a dues veus de les parts "a solo" dels cants responsorials de la missa. Dins aquests cants trobem responsoris dels oficis, al·leluies i graduals per les dates més importants de l'any eclesiàstic.
Actualment, el llibre no es conserva sencer en la seva forma original, sinó que, el que conservem són diverses parts d'aquest que apareixen a diferents manuscrits posteriors a l'època de l'escriptura del llibre. Alguns dels manuscrits són els següents:
- W1 Wolfenbüttel: és un manuscrit que se situa a la ciutat alemanya de Wolfenbüttel. La seva data de publicació és aproximadament de mitjan segle xii fins a l'any 1300.
- Pluteus 29.1: el trobem a la ciutat de Florència, concretament a la biblioteca Laureziana i la seva data de creació probablement va ser entre l'any 1245 i l'any 1255.
- Manuscrit 20486: és originari de la catedral de Toledo i està situat a la Biblioteca Nacional de Madrid.[6]

### Repertori del llibre (Magnus Liber Organi)
Actualment, una gran quantitat d'estudiosos consideren que aquest llibre només conté organums a dues veus. Però segons els escrits d'Anonymous IV, el llibre no només conté organums, sinó que abasta una gran quantitat de polifonia medieval independentment del nombre de veus que s'utilitzin. També, segons el tractat anterior, el llibre contenia organums per a dues o quatre veus i conductus per a dues o quatre veus.
El repertori varia de manuscrit en manuscrit, ja que, com no tenim llibre en estat original, s'ha conservat en diferents manuscrits medievals. Per exemple, en el manuscrit Pluteus 29.1, que és el més extens de tots, trobem obres de text acabats de crear mitjançant conductus i motets i cançons d'anada i tornada relacionades amb el repertori secular. Les peces organum d'aquest manuscrit es caracteritzen per seguir un ordre de calendari litúrgic i els motets de tres veus, que estan basats en clàusules, estan ordenats com una seqüència litúrgica.
Els organum, varen ser composts per les principals festivitats del calendari eclesiàstic de París: Setmana Santa, Nadal, Pentecosta, l'Assumpció de la Mare de Déu i festes del temps ordinari. Alguns d'aquests organums estan repetits en alguns dels manuscrits, però no estan escrits d'igual manera, ja que per exemple mentre algunes peces tenen "organum purum", altres tenen la mateixa frase però en forma "discantus". El llibre, era un gran repertori que es podia recórrer a ell en qualsevol moment i celebració de l'any.
Posteriorment, Pérotin i altres compositors varen modificar el llibre per així incloure composicions pròpies.

## Poesia
Va escriure algunes obres en vers, entre elles una que s'anomenava Hystoria sacre gestis ab origine mundi, que era una paràfrasi sobre els primers vuit llibres de l'Antic Testament de La Bíblia. També va compondre una sèrie de versos dedicats a Papes, com per exemple Adrià IV i Alexandre III.

## Estil
Léonin es caracteritzava per compondre organums en la seva totalitat. Normalment, el tenor de les seves composicions solia estar en el mode núm. 5, i la veu superior en el mode núm. 1. Les seves melodies eren molt llargues. Una de les grans innovacions que va incorporar va ser introduir un sistema racional de ritme en la música polifònica, cosa que fins al moment no s'havia fet. També va crear un mètode de notació per expressar el ritme.
Léonin utilitzava dues tècniques per fer les obres. La primera consistia a agafar la melodia del cant pla que estava formada per notes molt llargues i combinar-ho amb una part organal, lliure amb un ritme immesurable, com una successió de bordons i amb melismes molt complicats. La segona consistia a utilitzar dues veus, que es movien nota per nota utilitzant els modes rítmics o motius que provenien de la música trobadoresca. Això s'anomenava "discantus". La veu que solia estar per damunt de les notes que es mantenien es movia per graus conjunts i causava dissonàncies. A més, cadenciava sobre intervals irregulars sobre una octava, quinta o a l'uníson seguit d'un silenci. Alguns dels passatges de les seves composicions tenen moments on la veu superior està formada per frases modals sobre notes del tenor que se sostenen. Quasi tots aquests passatges estan en el primer mode rítmic.